# Březí nad Oslavou
Pour les articles homonymes, voir Březí.
Březí nad Oslavou (en allemand : Brzezy) est une commune du district de Žďár nad Sázavou, dans la région de Vysočina, en République tchèque. Sa population s'élevait à 287 habitants en 2020.

## Géographie
Březí nad Oslavou est arrosée par la rivière Oslava et se trouve à 7 km au sud de Žďár nad Sázavou, à 28 km à l'est-nord-est de Jihlava à 126 km au sud-est de Prague.
La commune est limitée par Žďár nad Sázavou au nord, par Vatín et Sazomín à l'est, par Kotlasy et Pokojov au sud, et par Újezd et Nové Veselí à l'ouest.

## Histoire
La première mention écrite de la localité date de 1447.

## Transports
Par la route, Březí nad Oslavou se trouve à 14 km de Žďár nad Sázavou, à 37,5 km de Jihlava et à 158 km de Prague.